# Partido Humanista de Guatemala
Partido Humanista de Guatemala (PHG) fue un partido político de centroderecha en Guatemala. Fue fundado por Edmond Mulet.

## Historia
El Partido Humanista de Guatemala fue registrado en el Tribunal Supremo Electoral el 17 de enero de 2017, su secretario general es Rudio Lecsan Mérida, exjefe de la Policía Nacional Civil durante el gobierno de Alfonso Portillo; En septiembre de 2018, la organización política concluyó los requisitos y fue oficializado como partido político en ese mismo mes. El partido político se define así mismo como «humanista».
El proceso de constitución del partido finalizó el 16 de enero de 2019 con la proclamación de Edmond Mulet como candidato presidencial. Tiene más de 23.840 afiliados. Una de las propuestas más conocidas del Partido Humanista de Guatemala es retirar a Guatemala del Parlamento Centroamericano.
El 16 de junio de 2019, luego del conteo de votos el candidato presidencial del Partido Humanista de Guatemala Edmond Mulet obtuvo el 11.2% de los votos, y se posicionó en tercer lugar; así mismo obtuvo seis diputaciones en el Congreso.
En las elecciones generales de 2023, postularon al secretario general y diputado Rudio Lecsan Mérida como candidato presidencial. Sin embargo, Mérida obtuvo menos del 5% de los votos, y el partido no obtuvo ningún diputado, por lo que, de conformidad con la Ley Electoral y de Partidos Políticos, el partido fue disuelto por el Tribunal Supremo Electoral. El 8 de enero de 2024, el partido fue formalmente cancelado por el Tribunal Supremo Electoral.

## Elecciones presidenciales
| Año electoral | Candidato           | 1.ª vuelta     | 1.ª vuelta  | 2.ª vuelta     | 2.ª vuelta |
| Año electoral | Candidato           | Total de votos | Porcentaje  | Total de votos | Porcentaje |
| ------------- | ------------------- | -------------- | ----------- | -------------- | ---------- |
| 2019          | Edmond Mulet        | 493.003        | 11.21% (3°) |                |            |
| 2023          | Rudio Lecsan Mérida | 35.423         | 0.84% (18°) |                |            |